# Giōrgos Iōsīfidīs
Giōrgos Iōsīfidīs (in greco: Γιώργος Ιωσηφίδης; Limassol, 8 gennaio 1969) è un ex calciatore cipriota, di ruolo centrocampista.

## Carriera

### Club
Ha sempre giocato nella massima serie cipriota con varie squadre.

### Nazionale
Ha esordito con la nazionale cipriota nel 1989, giocando 4 partite fino al 1999.

## Palmarès

### Club

#### Competizioni nazionali
- Campionato cipriota: 4

Apollōn Limassol: 1990-1991, 1993-1994
Anorthosis: 1998-1999, 1999-2000
- Coppa di Cipro: 1

Apollōn Limassol: 1991-1992
- Supercoppa di Cipro: 3

Anorthosis: 1998, 1999, 2000